# Ernest Roger
Pour les articles homonymes, voir Roger.
 (mai 2018).
Si vous disposez d'ouvrages ou d'articles de référence ou si vous connaissez des sites web de qualité traitant du thème abordé ici, merci de compléter l'article en donnant les références utiles à sa vérifiabilité et en les liant à la section « Notes et références ».
Né le 22 juillet 1864 à Paris, où il est mort le 13 février 1943, Ernest Alphonse Roger est un scientifique français, notamment, il fut un des précurseurs de la TSF.

## Biographie
Ernest Roger entreprend ses études classiques au lycée Louis-le-Grand, avant de décrocher brillamment son baccalauréat ès sciences en 1883 et d’entrer à la Faculté des Sciences de Paris. Ses études lui permirent dès ce moment de faire de nombreuses expériences amateur de chimie et d’électricité avec son frère Henri Roger (dit Henri Roger-Viollet), qui développait comme lui le goût des sciences. 1885 fut pour lui une année très importante : devenu à 21 ans secrétaire du physicien Marcel Deprez, Ernest Roger fut initié par cette fonction aux secrets des ondes magnétiques et des courants électriques et collabora aux premières expériences de la transmission de la force par l’électricité entre Paris et Creil. Ces expériences devaient avoir, pour la mise au point de la TSF, une importance fondamentale dans sa formation.
En 1887, Ernest Roger entra comme ingénieur dans la société fondée par Eugène Ducretet à Paris, 75 rue Claude-Bernard, en 1864, afin de produire des instruments de précision pour les sciences et l’industrie. Quand Ernest Roger arriva aux Ateliers Ducretet, celui-ci venait de lancer des recherches concernant les rayons X et les courants de haute-fréquence, chaque découverte étant destinée à trouver rapidement des applications pratiques dans l’industrie. Ernest Roger participa dès lors à ces recherches. Avec Eugène Ducretet, il eut ainsi l’occasion de mettre au point l’éclairage à l’acétylène, des cloches sous-marines ou encore des fours électriques. Il étudia également les compressions des gaz. Les domaines concernés par les recherches étaient donc très variés, mais la maison Ducretet était alors un carrefour de savants et de physiciens dont la collaboration était fructueuse : Branly, Becquerel, Berthelot, Curie et beaucoup d’autres. 
L’ensemble des découvertes obtenues dans le domaine des ondes, en particulier le fameux cohéreur à limaille de Branly (1890), permit à Ernest Roger et à Eugène Ducretet d’effectuer une synthèse, pour mettre au point au cours des années 1896-98 ce qui allait devenir la « TSF ».
Fin mai 1892, il épouse Louis-Élisabeth Miet.

## Les recherches sur la TSF

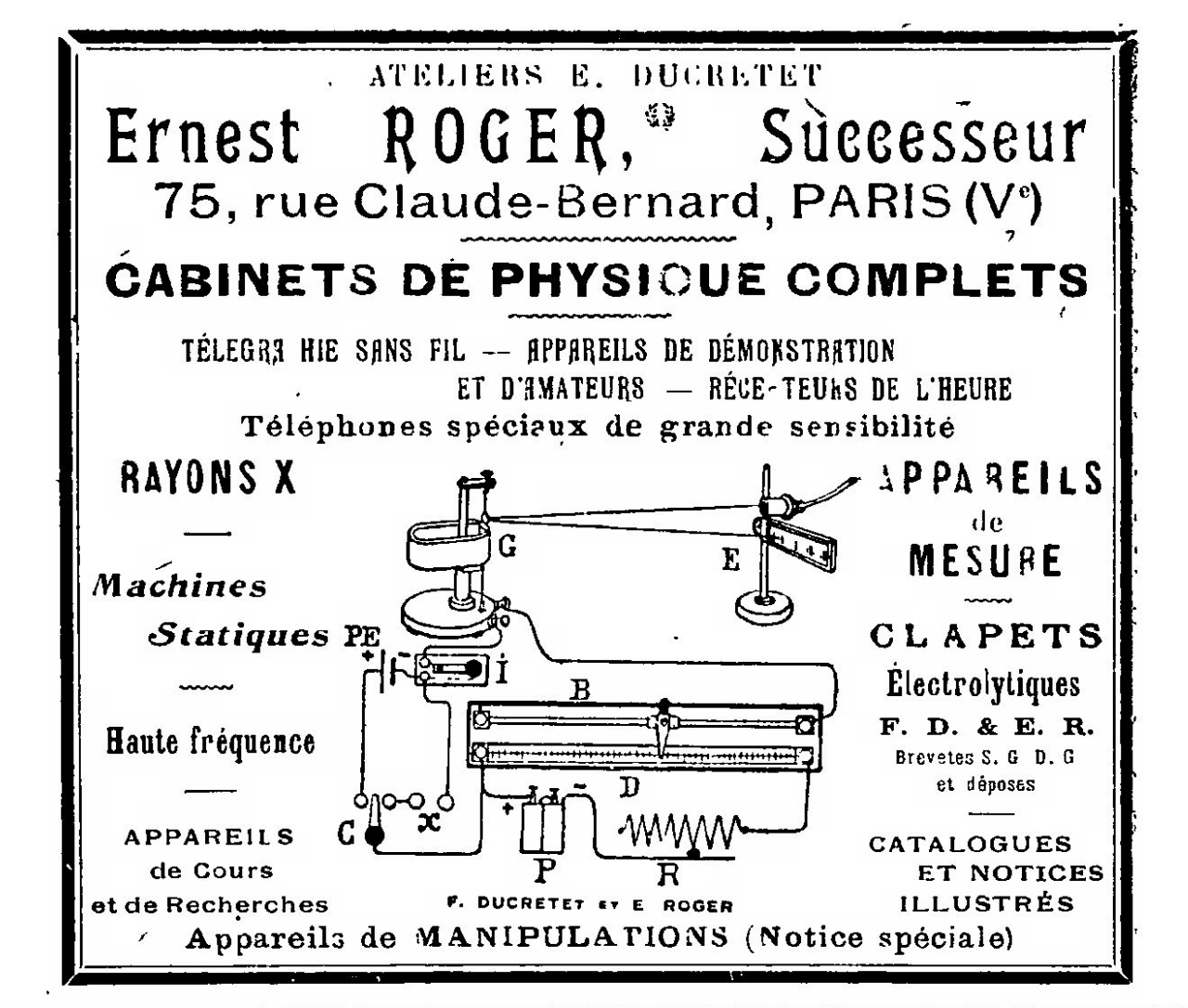
Publicité pour les Ateliers E. Ducretet - Ernest Roger Successeur (1920, sources Gallica/BNF).

Ernest Roger n’était certes pas le premier à trouver une application pratique au cohéreur à limaille de Branly. Déjà en 1893, partant des premières applications effectuées en 1887 par Hertz, Lodge avait obtenu des portées de plus de huit cents mètres en utilisant le cohéreur pour créer un mouvement à distance. Marconi également avait utilisé le cohéreur de Branly en améliorant le système de Lodge.
En 1898, les premiers appareils mis au point par Ernest Roger dans les ateliers Ducretet innovaient dans la mesure où pour la première fois, les propriétés du cohéreur de Branly permettaient de transmettre un message par les ondes. En effet, Ernest Roger et Eugène Ducretet avaient équipé un poste émetteur d’une self d’émission réglable, qui devait joindre un récepteur morse muni du cohéreur à limaille et d’une antenne.
Le principe fondamental était d’émettre une onde hertzienne à distance du cohéreur à limaille, dont elle provoquait la cohésion ; un courant électrique pouvait alors passer dans le cohéreur et faisait s’abaisser un oscillateur traçant, lequel pouvait alors tracer un trait sur une bande de papier qui défilait. Suivant le temps pendant lequel l’onde électromagnétique permettait la cohésion de la limaille, on obtenait donc sur la bande de papier soit un point, soit un trait : on pouvait donc écrire à distance un message en langage morse.
Après quelques expériences pratiquées à la fin du mois d’octobre 1898, les premiers essais officiels eurent lieu en novembre. Le 4 novembre, Ernest Roger s’installa sur la Tour Eiffel, muni d’un émetteur d’onde, tandis qu’Eugène Ducretet lui-même allait 4 kilomètres plus loin, au Panthéon de Paris, avec un récepteur morse équipé. Le message fut bref, mais concluant
Le lendemain 5 novembre, on convoqua M. Mascart, membre de l’Institut, pour des essais plus officiels. Devant leur pleine réussite, les journaux purent titrer : « un télégramme tombé du ciel », pendant que Mascart pouvait rendre une communication laudative à l’Académie des Sciences : communication qui permit à Ernest Roger de devenir Officier d’Académie.
Voulant tester au mieux la nouvelle invention, les expériences du début de l’année 1899 accrurent les distances, par temps de pluie : du Sacré-Cœur à Montmartre jusqu’au Panthéon (4,400 km), puis du Sacré-Cœur à l’église Sainte-Anne rue de Tolbiac (6,640 km), où les messages échangés furent tout aussi brefs : « BONJOUR », « Roger, Roger  ». Mais si le message était simple, il avait au moins l’avantage d’être compris clairement, à la fois par réception phonique et réception automatique : l’invention semblait fiable et prometteuse. 
Les expériences suivantes, effectuées après amélioration de l’appareil, eurent lieu le 21 avril 1899 sur une distance de 5,300 km : entre les ateliers eux-mêmes de la rue Claude Bernard équipés d’un mât de 30 mètres de haut, jusqu'à Villejuif, ou encore entre la rue Claude Bernard et le Panthéon. 
Mais pendant ces essais, les expériences britanniques menées parallèlement par Marconi avaient fait de nombreux progrès et franchissaient déjà 45,6 km de distance au-dessus de la mer ... Cette concurrence britannique contribua fortement à stimuler les travaux des ateliers Ducretet. En septembre 1899, Ducretet et Tissot tentèrent de communiquer entre Brest et l’île d'Ouessant (22 km), puis entre le phare du Stiff et celui de l’île Vierge (42 km) ; Ducretet pouvait crier victoire : il faisait aussi bien que les Britanniques ...
Dès le 20 janvier 1900, des appareils Ducretet-Roger utilisés dans le golfe de Finlande permettaient le sauvetage de 27 pêcheurs en perdition, en permettant d’alerter un navire brise-glace. La TSF entrait par la bonne porte dans l’histoire de l’humanité... Ce sauvetage, application immédiate et utile de la TSF, permit une publicité internationale très favorable pour les appareils Ducretet, leur ouvrant ainsi de nombreuses perspectives. Quant à Eugène Ducretet lui-même, le sauvetage lui apporta la Croix de Commandeur de l’ordre de Saint-Stanislas de Russie.

## Succession de Ducretet
En 1908, quand Eugène Ducretet prit sa retraite, il laissa son affaire aux mains de son fils Fernand, en association avec Ernest Roger. La Maison Ducretet devint donc l’entreprise « F. Ducretet et E. Roger ». Dans cette première décennie du XXe siècle, Ernest Roger se consacra à améliorer la télégraphie et la téléphonie sans fil, et l’ensemble des applications effectuées permirent à la Maison de prospérer. Ces travaux eurent des consécrations à plusieurs reprises, avec l’obtention de plusieurs grands prix lors d’expositions internationales (Nancy en 1909, Bruxelles en 1910, Turin en 1911, Gand en 1913, Strasbourg en 1923, Grand Prix du Concours Lépine la même année).
Au début du siècle, les appareils Ducretet-Roger produits n’étaient pas encore destinés à un large public : Ernest Roger vendait surtout ses TSF aux facultés, lycées ou collèges en France et à l’étranger, pour illustrer les cours de sciences. Ce fut la guerre de 1914-1918 qui lui permit de développer des productions en série pour ses appareils. L’État en guerre avait en effet besoin de nombreuses TSF pour la coordination des mouvements de ses armées ou pour connaître la situation du front au jour le jour. Ernest Roger, qui était depuis 1913 membre de la direction de la Société française d’étude de télégraphie et téléphonie sans fil, orienta aussi ses recherches en fonction des besoins de la Défense nationale, conseillé par le général Ferrié. Il mit ainsi au point et produisit en série des appareils d’écoute microphoniques, des radiogoniomètres, des appareils de visée, ou de repérage par le son : l’entreprise Ducretet-Roger prospérait. 
Les recherches concernant les rayons X et les ondes n’étaient pas sans danger pour ceux qui les pratiquaient. En 1918, Fernand Ducretet dut se retirer des affaires, à cause d’une santé gravement affaiblie. Il devait mourir en août 1928, martyr de la science. Ernest Roger, lui, reprit l’affaire sous la raison sociale « Ernest Roger (ateliers Ducretet) », bien qu’étant lui-même devenu stérile et connaissant de graves problèmes de brûlures aux mains à cause des expositions aux rayons X qu’elles avaient subies au cours de ses recherches. 
En 1922, avec l’essor de la production en série des TSF initié au cours de la guerre par les demandes militaires, la « Maison Ernest Roger, successeur de E. Ducretet », fut transformée en société anonyme sous le nom de « Société des Établissements Ducretet ». En février 1927, la légion d’Honneur vint le récompenser de « 40 ans passés au service de la science »[réf. nécessaire] ; Ernest Roger était alors vice-président de la section de Mécanique du Syndicat des Instruments de Précision et d’Optique. 
La société Ducretet-Roger s'associa dans un premier temps, en 1930-31, à la Compagnie française pour l'exploitation des procédés Thomson-Houston. Réunies en 1932 rue de Vouillé dans une vaste usine de 8 000 m2, les fabrications Ducretet Thomson employaient plus de 800 ouvriers dès 1935.

## Fin de carrière
Septuagénaire, Ernest Roger prit sa retraite à Viroflay, en banlieue parisienne. À cause de ses travaux, malgré la loi qui interdisait la création de stations privées, il avait reçu l’autorisation d’installer un poste émetteur dans sa propriété de Bon Repos. Tous les jeudis, à heure fixe, il s’amusait à envoyer des messages à ses petits-enfants restés dans le sixième arrondissement de Paris. Il était, en quelque sorte, le premier radio-amateur français... Dès leur entrée à Paris, les nazis mirent fin à ces amusettes en venant confisquer ce qui était devenu un émetteur-pirate. Ils revinrent en août 1944, au moment de la Libération, les Allemands passèrent à Bon Repos pour examiner s’ils ne pourraient pas contrôler l’avenue de Versailles depuis le parc de la propriété ; la maison état vide, Ernest Roger était déjà mort.
Il laisse une veuve ayant la charge de huit enfants dont le plus jeune avait à peine sept ans en 1943.